# بصمت وخفاء
بصمت وخفاء (بالإيطالية: Va tacito e scuola)، هي آريا مكتوبة من تأليف جورج فريدريك هاندل لصوت ألتو كاستراتو [الإنجليزية] في الفصل الأول من أوبرا التي ألفها جورج بعنوان Giulio Cesare in Egitto (يوليوس قيصر في مصر) عام 1724 باستخدام نص نصي لنيكولا فرانسيسكو هايم. تعرض هذه المقطوعة التي تغنيها شخصية يوليوس قيصر المعزوفات المنفردة المهمة للبوق الطبيعي.
1. 1 2  مذكور في: The Opera Database. الوصول: 15 مايو 2018.